# Richard Limo
Richard Kipkemei Limo (* 18. listopadu 1980, Cheptigit, Rift Valley) je keňský atlet, běžec.
V roce 1998 získal na Africkém šampionátu v senegalském Dakaru stříbrnou medaili ve steeplu.
V roce 2001 se stal v kanadském Edmontonu mistrem světa v běhu na 5000 metrů. Na této trati vybojoval také bronzovou medaili na hrách Commonwealthu v Kuala Lumpuru v roce 1998 a na letních olympijských hrách v Sydney 2000 doběhl ve finále na desátém místě. Na mistrovství světa v atletice 2003 v Paříži skončil sedmý.
Později se začal specializovat na delší tratě, především na maraton. V roce 2007 mj. doběhl druhý na amsterdamském maratonu v osobním rekordu 2:06:45. O rok později skončil čtvrtý na rotterdamském maratonu. V roce 2010 se stal vítězem maratonu v San Diegu, když k vítězství mu stačilo zaběhnout čas 2:09:56. Druhý doběhl se ztrátou 17 sekund jeho krajan William Chebon Chebor.